# Las Quintas Fronterizas, Texas
Las Quintas Fronterizas, Texas (енгл. Las Quintas Fronterizas) насељено је место без административног статуса у америчкој савезној држави Тексас.

## Демографија
По попису из 2010. године број становника је 3.290.
| Група             | 2000.    | 2010.         |
| Белци             | 0 (0,0%) | 33 (1,0%)     |
| Афроамериканци    | 0 (0,0%) | 7 (0,2%)      |
| Азијати           | 0 (0,0%) | 7 (0,2%)      |
| Хиспаноамериканци | 0 (0,0%) | 3.247 (98,7%) |
| Укупно            | 0        | 3.290         |